# Mount-Arayat-Nationalpark
Der Mount-Arayat-Nationalpark liegt auf der Insel Luzon, Philippinen. Er wurde 1933 eingerichtet in der Provinz Pampanga auf dem Gemeindegebiet von Arayat und hat eine derzeitige Größe von 38,36 km². Benannt wurde er nach dem erloschenen Vulkan Arayat, der ein Gipfelhöhe von 1030 Metern hat und als Inselberg über die zentrale Tieflandsebene der Insel Luzon emporragt. 
Der Nationalpark liegt ca. 96 km nordwestlich von Manila und 16 km südlich dem Gemeindezentrum von Magalang. Die nächste Großstadt ist Angeles City, ca. 30 km westlich gelegen. Der Nationalpark beherbergt ein breites Spektrum von Wildtieren, wie die seltenen Salanganen, Orientturteltauben, Fruchttauben, Timalien, Bülbüls, Oriole und viele andere mehr. Der Arayat ist mit einer dichten Vegetation  überzogen, Regenwaldgebiete wechseln sich mit Graslandschaften ab. Um den Berg liegen kleinere Seen, die teilweise von Wasserfällen gespeist werden. 
Die Temperaturen liegen im Nationalpark um die 27 °C im Jahresmittel. Der durchschnittliche Jahresniederschlag beträgt 1.873 cm.

## Quelle
- Der Nationalpark auf Visitphilippines.com
- Der Nationalpark auf der Seite des PAWB (Protected Areas and Wildlife Bureau)

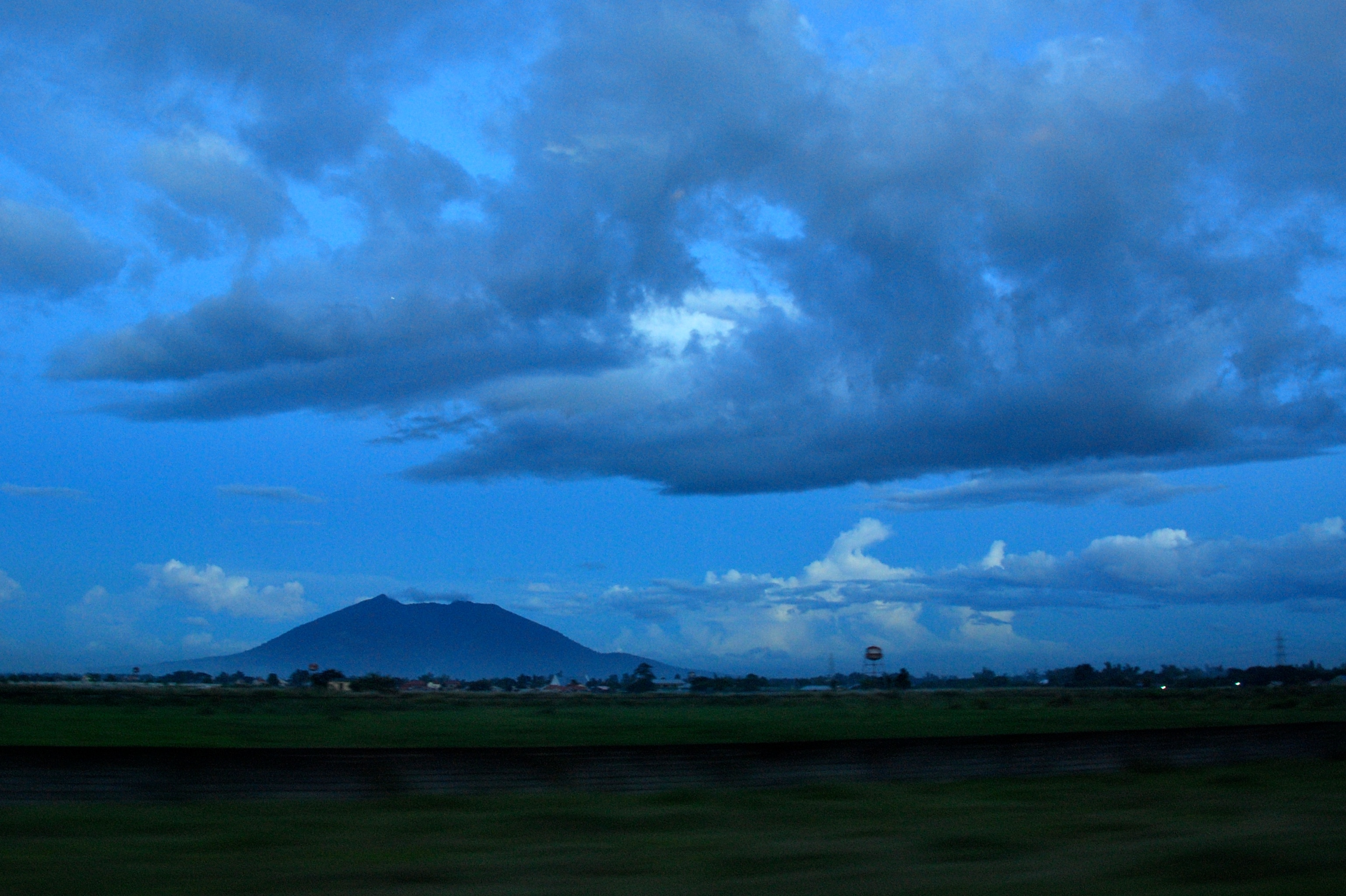
Der Mount Arayat

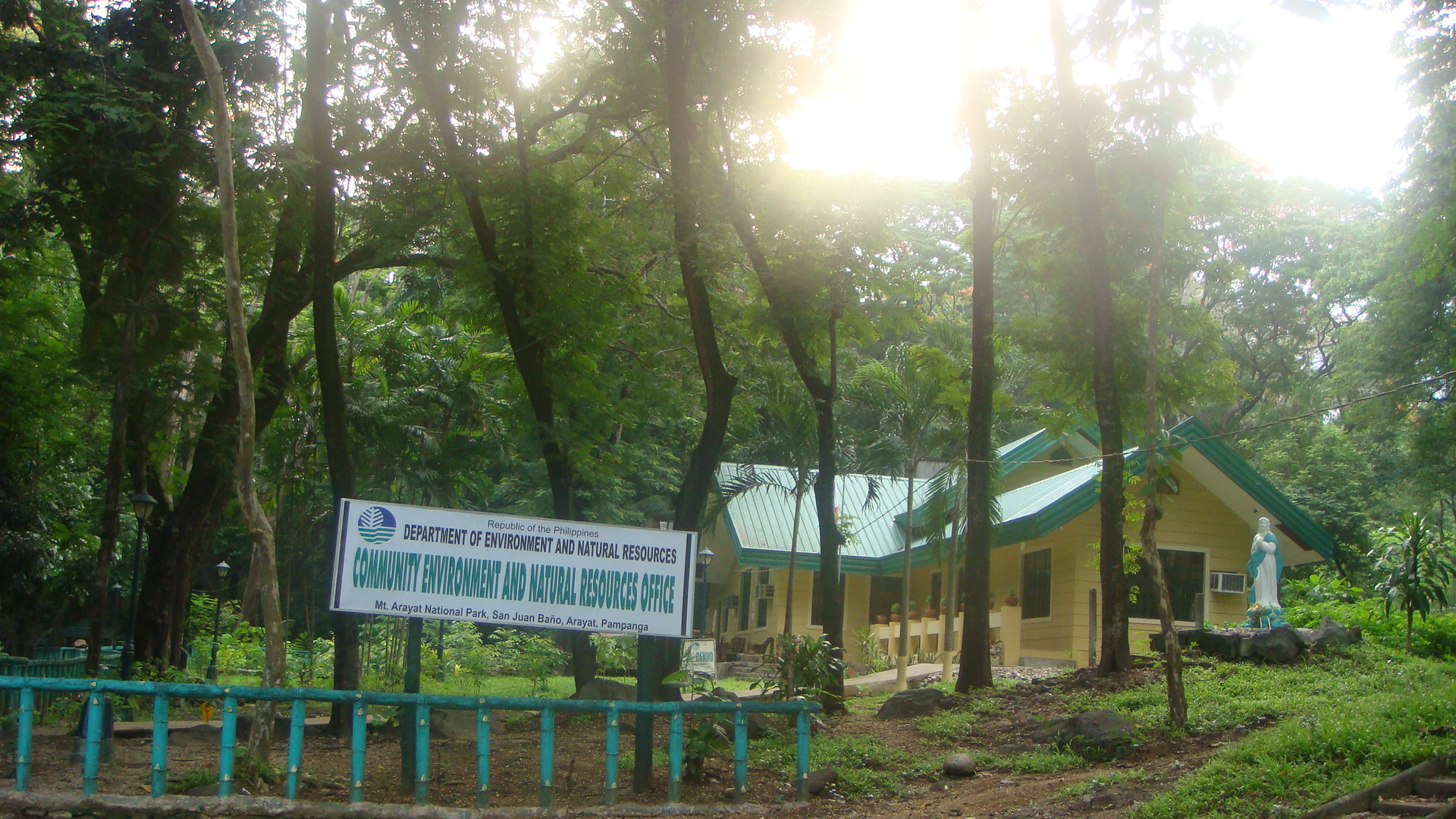
Parkverwaltungsgebäude

- Mount-Arayat-Nationalpark in der World Database on Protected Areas (englisch)